# Pyxidanthera
Pyxidanthera é um género botânico pertencente à família Diapensiaceae.

## Espécies
1. ↑  «Pyxidanthera — World Flora Online». www.worldfloraonline.org. Consultado em 19 de agosto de 2020